# Anton II. von Aldenburg

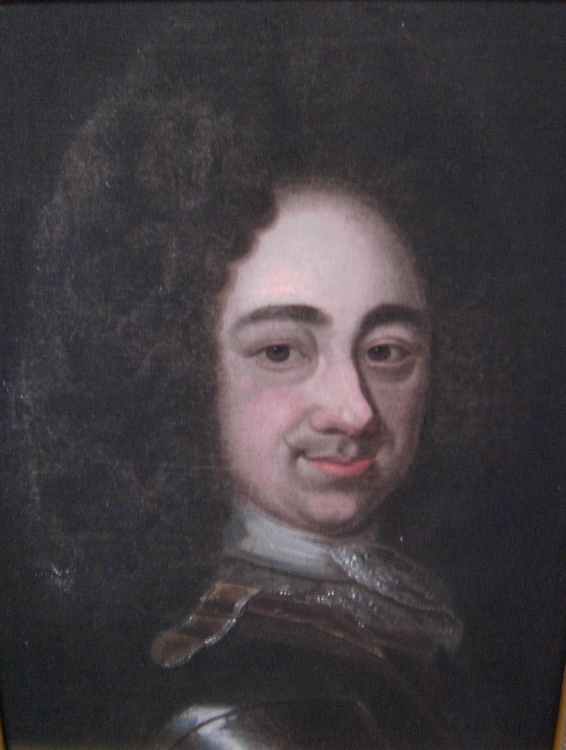
Anton II. von Aldenburg

Anton II. von Aldenburg (* 26. Mai 1681 in Varel; † 6. August 1738 ebenda) war ein deutscher Reichsgraf und Landesherr der Herrschaft Kniphausen, des Amts Varel und weiterer Besitzungen.

## Leben
Aldenburg war der einzige Sohn des Reichsgrafen Anton I. von Aldenburg (1633–1680) und dessen zweiter Ehefrau, der aus Frankreich stammenden Prinzessin Charlotte Amélie de La Trémoille (1652–1732), einer Tochter von Henri Charles de La Trémoille und der Emilie von Hessen-Kassel. Da er sieben Monate nach dem Tod seines Vaters geboren wurde, wurde für ihn ein Vormundschaftsrat eingesetzt, dem neben seiner Mutter auch Graf Ulrich Friedrich Gyldenlöwe und Freiherr Franz Heinrich von Fridag auf Gödens angehörten, die beide mit Halbschwestern Aldenburgs aus der ersten Ehe seines Vaters verheiratet waren.
Aldenburgs Vater war als illegitimer Sohn des letzten Grafen von Oldenburg und Delmenhorst Anton Günther von Oldenburg nicht erbberechtigt, so dass die Grafschaften an den erbberechtigten König von Dänemark fielen. Aldenburgs Vater übte lediglich die Statthalterschaft in den beiden Grafschaften aus. Nach dessen Tod nutzte Dänemark die günstige Gelegenheit, die die Zeit der Unmündigkeit Aldenburgs bot, um die Stellung der Familie politisch und wirtschaftlich zu schwächen. Aldenburgs Mutter entzog sich dem dänischen Druck und den dauernden Schikanen 1684 durch die Übersiedlung auf den Familienbesitz Schloss Doorwerth bei Arnheim, wo er aufwuchs und im reformierten Glauben erzogen wurde. Durch weiteren dänischen Druck schlossen seine beiden Mitvormünder ohne Zustimmung der Mutter am 12. Juli 1693 den sog. Aldenburgischen Traktat mit Dänemark, in dem sie im Namen ihres Mündels auf die Vogteien Jade und Schwei, auf das Gut Hahn sowie auf die aldenburgischen Weserzolleinnahmen verzichteten. Dafür wurden Aldenburg der Besitz der Herrschaft Varel – allerdings unter dem Vorbehalt der Landeshoheit der dänischen Krone – und die reichsunmittelbare Herrschaft Kniphausen sowie die aldenburgischen Güter in der Wesermarsch und im Jeverland zugesichert. Nach seiner Volljährigkeitserklärung ratifizierte Aldenburg am 16. Oktober 1706 diesen Vertrag und übernahm damit die Herrschaft in Varel und Kniphausen als souveräner Landesherr.

## Familie und Nachfolge
Aldenburg heiratete 1705 Anna von Kniphausen (* 1689), die Tochter des Barons Wilhelm von Kniphausen auf Nienoort bei Groningen, von der er sich im Januar 1711 scheiden ließ. Wenige Monate später heiratete er am 16. April 1711 Wilhelmine Maria Landgräfin von Hessen-Homburg (1678–1770), die Tochter des Landgrafen Friedrich II. (1633–1708). Um seinem einzigen Kind, das aus dieser Verbindung entstand, Charlotte Sophie (1715–1800), die Nachfolge zu sichern, erreichte Aldenburg 1731 die dänische Zustimmung zur Festsetzung der weiblichen Erbfolge für die Aldenburgischen Besitzungen.
In der Folge geriet Aldenburg in finanzielle Schwierigkeiten, da die Besitzungen als Zwergstaat im schlecht erschlossenen und wiederholt von Sturmfluten heimgesuchten Nordwesten des Deutschen Reiches nicht recht lebensfähig war. Er war daher gezwungen, sich unter anderem von Willem (Wilhelm) Graf von Bentinck (1704–1774), Herr auf Rhoon und Pendrecht, 337.000 Gulden zu leihen und verheiratete außerdem seine Tochter mit ihm. Durch diese Heirat kamen die Aldenburgischen Besitzungen letztlich an die Familie Bentinck, die diese bis 1854 unter dem Namen Aldenburg-Bentinck regierte.

### Biographisches
- Hans Friedl u. a. (Hrsg.): Biographisches Handbuch zur Geschichte des Landes Oldenburg. Hrsg. im Auftrag der Oldenburgischen Landschaft. Isensee, Oldenburg 1992, ISBN 3-89442-135-5, S. 27–28 (PDF; 4,6 MB).

### Belletristik
- Achim Engstler: Was geht da vor, Sophie? Der Roman des Grafen Aldenburg, Oldenburg 2018, ISBN 978-3-7308-1466-6.